# Нердвинский район
Нердвинский район —  бывшая административно-территориальная единица в составе Уральской и Пермской (Молотовской) областей РСФСР в СССР. 
Существовал в 1923—1931 и 1943—1959 годах. Административный центр — село Нердва.

## Население
Численность населения района по данным переписи населения 1926 года составляла 33 347 человек, в том числе русские — 86,9 %, коми-пермяки — 13,0 %.

## История
Нердвинский район был образован в ноябре 1923 года в составе Пермского округа Уральской области РСФСР. После ликвидации округов в 1930 году район перешёл в прямое подчинение Уральской области.
К 1928 году район имел площадь в 1,8 тыс. км² и включал 534 сельских населённых пункта, объединённых в 11 сельсоветов: Воскресенский, Грудновский, Ленинский (Питеевский), Лучинский (Осетровский), Нердвинский, Паздниковский, Пашнинский (Старопашнинский), Полвинский, Рождественский, Тимшатский и Юричевский. 
15 июля 1931 года Нердвинский район был упразднён.
Вторично Нердвинский район был образован в составе Молотовской области в 1943 году из части территории Пермско-Ильинского района.
К началу 1947 года район имел площадь в 1,5 тыс. км² и включал 9 сельсоветов: Грудновский, Нердвинский, Осетровский, Пазниковский, Первомайский-2, Рождественский, Старопашинский, Тимшатский и Юричевский.
4 ноября 1959 года Нердвинский район был упразднён, а его территория передана в Карагайский район.